# Year of the Dog
Year of the Dog is een Amerikaanse dramafilm onder regie van Mike White, die zelf het verhaal schreef. De productie ging in januari 2007 in première op het Sundance Film Festival. Het scenario werd genomineerd voor de Independent Spirit Award.

## Verhaal
Secretaresse Peggy (Molly Shannon) heeft meer met dieren dan met mensen, die ze onbetrouwbaar vindt. Bij dieren vindt ze daarentegen altijd trouw en liefde. Ze heeft dan ook een innige band met haar hondje Pencil, waarmee ze samen eet, televisie kijkt en de nacht doorbrengt. Wanneer Pencil op een avond de tuin van de buren ingaat, is hij de volgende morgen nog steeds niet terug. Van buurman Al (John C. Reilly) mag Peggy komen kijken of ze hem kan vinden, waarop ze hem liggend op zijn zij aantreft, klagend en amper bewegend. Ze haast zich met hem naar de dierenarts, maar tevergeefs. Pencil overlijdt, Peggy is gebroken.
Newt (Peter Sarsgaard) heeft Peggy's verdriet gezien bij de dierenarts. Hij werkt bij het dierenasiel en belt haar een paar dagen later op. Hij ziet in haar een echte dierenliefhebber en heeft een hond die hij aan haar wil geven. Wanneer Peggy komt kijken, raakt ze aan de praat met Newt. Hij leeft celibatair, is veganist en richt zijn hele leven op het welzijn van dieren. Peggy is danig onder de indruk en besluit na het lezen van een boek over bio-industrie ook veganist te worden. Tevens gaat ze zich inzetten om zo veel mogelijk dieren uit het asiel van de ondergang te redden. Haar beste vriendin Layla (Regina King) is vooral benieuwd of Peggy eindelijk een leuke man in haar leven heeft gevonden, maar aangezien Newt alleen wenst te blijven raakt Peggy zelf alleen maar meer en meer betrokken bij de dieren.

## Rolverdeling
- Josh Pais - Robin, Peggy's baas
- Thomas McCarthy - Pier, Peggy's broer
- Laura Dern - Bret, Peggy's schoonzuster
- Amy en Zoe Schlagel - Lissie, Pier en Brets dochter
- Dale Godboldo - Don, Layla's verloofde
- Liza Weil - Trishelle